# Geoff Warren
Geoff Warren (...) è un flautista e compositore britannico, esponente del genere jazz.
Nato nella contea del Kent e a lungo attivo come musicista e insegnante nell'area di Londra, Warren è presente in Italia dai primi anni ottanta.

## Formazione e Attività
Dopo essersi laureato in musica all’Università di Londra, Warren ha proseguito i suoi studi in flauto alla Royal Academy of Music con il prof. Derek Honner.
Dopo la laurea partecipò ad una tournée per l'Arts Council of Great Britain con il gruppo del compositore Graham Collier, in veste di sassofonista e flautista. La collaborazione  è durata più di 30 anni e dopo la morte di Collier, Warren ha diretto, nell'ambito del “London Jazz Festival”, la Big Band della BBC Radio in un tributo al compositore.
Come leader del suo quartetto , ha effettuato registrazioni per la BBC Radio nazionale e, su incarico British Council, ha compiuto tournée in Europa dell’Est (Ungheria-1984, Jugoslavia-1985) . Nel 1982, ha ricevuto una commissione dall’Arts Council of Great Britain per comporre nuova musica jazz. L’opera, “Other Storeys” è stata due volte trasmessa su BBC Radio 3.
Ha effettuato tournée e registrato dischi con il tablista Badal Roy (storico collaboratore di Ornette Coleman e Miles Davis) e con il chitarrista tartaro Enver Izmailov.
Dal 2011 Warren è diventato un Yamaha Performing Artist.

## Didattica
Warren è stato docente esperto per “workshop in jazz” nelle scuole del comune di Londra (1982-1988) . Dal 1985 al 1988 è stato docente di sassofono e musica d’insieme jazz presso la Royal Academy of Music a Londra.
Dal 2000 si dedica alla didattica del flauto jazz, presentando il primo corso estivo in flauto jazz in Europa (Volta Mantovana, 2000). Dal 2009 in corso si tiene a Borrello (CH), ed è frequentato partecipanti da tutta Europa. Warren ha effettuato seminari in flauto jazz in conservatori e festival di flauto in Inghilterra, Scozia, Norvegia, Germania, Svizzera, Italia, Ungheria.

## Equipaggiamento
Geoff Warren si avvale di strumenti Yamaha.

## Composizioni
Oltre a scrivere i repertori delle sue formazioni jazz, Warren compone musica da camera, prevalentemente per strumenti a fiato. E’stato premiato due volte dalla National Flute Association of America, nella categoria Nuova Musica per Flauti.

## Discografia
- Geoff Warren Quartet, The Quartet Album, FMR RECORDS UK 2014.
- Graham Collier Ensemble, diretto da Geoff Warren, Luminosity, Jazz Continuum 2014
- Geoff Warren, Flute Fables, Tutu Records Germania 2010
- Graham Collier, Directing 14 Jackson Pollocks, jazz continuum UK, 2009
- Badal Roy, Geoff Warren, Marcello Sebastiani, Frammenti d'anima, FMR RECORDS UK, 2006
- Enver Izmailov and Geoff Warren, Harvest Moon,TUTU Records TUTU CD 888 216, 2006
- Balen Lopez de Munain, Lotuneak, Freecom, 2005
- W.S.B. Trio, Live Session, Splasc(h) Records 2005
- Marcello Sebastiani Fourtet, Desiderio, Splasc(h) 2003
- Badal Roy & Geoff Warren, Kolkata Rose, FMR Records UK, 2002
- Graham Collier, The Third Colour, Jazz Continuum UK 1999
- Marcello Sebastiani, Suite & Songs, Splasc(h), 1997
- Geoff Warren & Enver Izmailov, Dancing Over The Moon, TUTU RECORDS Germania, 1996

### Collaborazioni
- Symbiosis Orchestra,    Live Journeys Baskaru (Francia)   2009
- Graham Collier,     Directing 14 Jackson Pollocks,       jazz continuum,  2009
- Baobab International Orchestra ,   Tribal Concept     Dischi del Manifesto (Italia) 2008
- Graham Collier,   Hoarded Dreams,     jazzcontinuum 2007
- Balen Lopez de Munain, Lotuneak, Freecom FRFO 0305, 2005
- Graham Collier, The Third Colour, ASC CD28, 1999
- Lorena Fontana, Radici Iberiche & Musica Vagabonda, Panastudio CDJ1018-2, 1998
- Balen Lopez de Munain, Laberintoa, Aztarna AZ 002, 1997
- Marcello Sebastiani, Suite &Songs, Splasc(h) CDH607.2, 1997